# Etnoklimatologia
Etnoklimatologia – dziedzina nauki z pogranicza klimatologii i etnologii. Według amerykańskiej antropolożki Sarah Strauss jest to subdyscyplina antropologii pogody i klimatu. Ukucie pojęcia przypisuje się amerykańskiemu antropologowi Benjaminowi Orlove'owi, który w 2002 roku opublikował ze swoim zespołem artykuł pt. Ethnoclimatology in the Andes: A Cross-Disciplinary Study Uncovers a Scientific Basis for the Scheme Andean Potato Farmers Traditionally Use to Predict the Coming Rains.

## Przedmiot badań
Etnoklimatologia koncentruje się na związanej z pogodą i klimatem zlokalizowanej wiedzy i praktykach generowanych przez kultury lub społeczności zakorzenione w określonym kontekście geograficznym. Społeczności te mogą być ludami tubylczymi, których korzenie i tradycyjna wiedza mogą sięgać wielu dziesiątek lub setek pokoleń wstecz w danym regionie, lub mogą być kulturami opartymi na wspólnej wiedzy, która ma znacznie nowsze korzenie. Badacze korzystający z tej perspektywy analizują m.in. związki dziedzictwa kulturowego z pogodą, wpływ zmian klimatu na przejawy niematerialnego dziedzictwa kulturowego, strategie antycypacyjne i adaptacyjne lokalnych społeczności.

## Terminologia
Termin etnoklimatologia, podobnie jak etnometeorologia, odnosi się zarówno do subdyscypliny jak i przedmiotu poznania, którym są związane z pogodą i klimatem konkretne wytwory i teksty kultury, np. wiedza, umiejętności, rytuały, zwyczaje, przepowiednie, przysłowia lub pieśni. W tym kontekście pokrywa się z meteorologią ludową. Powiązanym terminem jest etnografia klimatu zaproponowana przez antropolożkę Susan A. Crate.